# 암흑여자
암흑여자(暗黒女子, Ankoku joshi)는 일본에서 제작된 야쿠모 사이지 감독의 2017년 미스터리 영화이다. 시미즈 후미카 등이 주연으로 출연하였다.

## 출연

### 주연
- 시미즈 후미카
- 이토요 마리에
- 세이노 나나
- 타마시로 티나
- 코지마 리리아

### 조연
- 치바 유다이